# Juventusz-barlang
A Juventusz-barlang Esztergomban, a Duna–Ipoly Nemzeti Park területén található Pilis hegységben lévő egyik barlang. Turista útikalauzokban is szerepel.

## Leírás
A Pilis hegy oldalában található Csévi-szirteken nyílik. A Hipp-hopp-Gazsi-barlang bejáratától kb. 7 m-rel magasabban, az Ajándék-barlang bejáratától kb. 100 m-rel alacsonyabban nyílik. Erdős hegyoldalban lévő sziklafal tövében van bejárata. Bejáratának szélessége 3,6 m és magassága 1,6 m. Felső triász dachsteini mészkőben keletkezett karsztvízszint alatti oldódással. Inaktívvá válása után kifagyásos aprózódás alakította át járatait.
Elágazó térformájú. Morfológiai elemei közül meg kell említeni a gömbfülkét és gömbüstöt. Járataiban megfigyelhető függőcseppkő, állócseppkő, farkasfogas cseppkőzászló, cseppkőléc, cseppkőlefolyás, visszaoldott cseppkő, kondenz borsókő és hegyitej. Az Ariadne Karszt- és Barlangkutató Egyesület 2002-ben szerkesztett térképe alapján 20 m hosszú, 1,5 m mély és 3 m magas. Barlangjáró alapfelszereléssel járható, de látogatásához engedély szükséges.
Eredetileg a Juventus-barlang nevet adták neki (Lorberer 1973), de előfordul irodalmában Juventus barlang (Lendvay 1973) néven is.

## Kutatástörténet
A X. ker. Természetbarát Sportkör Fényes Elek Barlangkutató Szakosztályának 1973. évi jelentésében az olvasható, hogy Gáspár József a szakosztály 2 tagjával fedezte fel 1973-ban a Pilis hegyen a Juventus barlangot, és annak szűk bejáratán át elsőnek jutott be a barlangba. A barlang részben lett feltárva. A barlang hátsó részében található vörösagyag réteg régészeti megásatása Gábori Miklós felügyeletével történt. Az ásatás nem hozott különösebb eredményt. Néhány csiga és csonttöredék került elő. 1974-ben kicsit bontották, hogy megtalálják folytatását és meteorológiai mérések, valamint felmérés történt az üregben.
Az 1974-ben megjelent Pilis útikalauz című könyvben, a Pilis hegység és a Visegrádi-hegység barlangjainak jegyzékében (19–20. old.) meg van említve, hogy a Pilis hegység és a Visegrádi-hegység barlangjai között van a Juventus-barlang. A Pilis hegység barlangjait leíró rész szerint a Juventus-barlangnak a Leány-barlangtól É-ra 300 m-re, a Leány-barlanggal majdnem azonos tszf. magasságban van a bejárata. A Juventusz-barlang 15 m hosszú és cseppköves üreg. A Juventusz-barlang felett, kb. 100 m-rel magasabban van az Ajándék-barlang bejárata.
Az 1976-ban befejezett Magyarország barlangleltára című kéziratban az van írva, hogy a Juventus barlang a Pilis hegységben, a Pilis-vonulatban, Piliscséven helyezkedik el. A településtől ÉK-re 37°-ra 2980 m-re, kb. 500 m tszf. magasságban van a bejárata. A Leány-barlangtól É-ra 300 m-re és azonos magasságban található. A barlang 15 m hosszú. Vegyes, meleg és hévizes eredetű barlang gömbfülkékkel és cseppkőképződményekkel. A kézirat barlangra vonatkozó része 1 irodalmi mű alapján lett írva. A Kőbányai Barlangkutató és Hegymászó Szakosztály tagjai 1976-ban mérték hőmérsékletét.
Az 1976. évi MKBT Beszámolóban napvilágot látott és Kordos László által írt jelentésben szó van arról, hogy 1976. október 10-én a Juventus-barlang bejáratának közeléből 0,1–0,2 m mélyről, bolygatatlan rétegből Lendvay Ákos Meles meles csontot gyűjtött. Az 1976. évi MKBT Beszámolóban kiadott és Jánossy Dénes által írt jelentésben meg van említve, hogy 1976-ban szórvány őslénytani lelet került elő a Pilis hegységben lévő Juventus barlangból (Lendvay Ákos). A Kőbányai Barlangkutató és Hegymászó Szakosztály barlangkutatói próbáltak újabb szakaszt feltárni benne 1979-ben, de eredménytelenül. Ebben az évben újra hőmérsékletméréseket végeztek.
Az 1984-ben megjelent Magyarország barlangjai című könyv országos barlanglistájában szerepel a Pilis hegység barlangjai között a barlang Juventus-barlang néven. A listához kapcsolódóan látható a Dunazug-hegység barlangjainak földrajzi elhelyezkedését bemutató 1:500 000-es méretarányú térképen a barlang földrajzi elhelyezkedése. A Kárpát József által írt 1991-es kéziratban meg van említve, hogy a Juventus-barlang (Piliscsév) 15 m hosszú és ismeretlen mélységű. 1997-ben Sásdi László megrajzolta a barlang alaprajzi térképvázlatát. A Sásdi László által 1997-ben kitöltött barlangkataszteri törzslapon 20 m hosszúnak és freatikus keletkezésű barlangnak van regisztrálva. Az Ariadne Karszt- és Barlangkutató Egyesület 1998. évi jelentésében meg van említve, hogy a Juventusz-barlangtól 6 m-rel lejjebb van a Hipp-hopp-barlang bejárata. A 2000. évi Karsztfejlődésben lévő tanulmányban van egy ábra, amelyen látható a Pilis hegységben található néhány barlang és édesvízi mészkő előfordulás földrajzi elhelyezkedése. Az ábrán megfigyelhető, hogy a Juventusz-barlang (a rajzon Juventusz a neve) mekkora függőleges kiterjedésű és mekkora tszf. magasságban helyezkedik el.
2002-ben az Ariadne Karszt- és Barlangkutató Egyesület két tagja, Kovács Ádám és Kovács Richárd mérték fel a barlangot, majd a felmérés alapján Kovács Richárd szerkesztette és rajzolta meg alaprajzi térképét keresztmetszetekkel. A 2007. évi Karszt és Barlangban meg van említve, hogy a Csévi-szirtek 47 barlangja 3 csoportba osztható hosszúság alapján. A Juventus-barlang a közepesen hosszú, 10–20 m hosszú barlangok közé tartozik. A Csévi-szirtek barlangjainak jellegét a törésrendszerek alapvetően meghatározzák. A kőzetrétegek síkjaihoz igazodik a Juventus-barlang kialakulása. Az 1. ábrán, amely a Csévi-szirtek térképe, jelölve van a barlang bejáratának földrajzi elhelyezkedése.

## További irodalom
- Lorberer Árpád: Szpeleográfiai terepjelentés. Kézirat, Budapest. (A „Magyarország barlangleltára” című összeállítás szerint 1973-ban, vagy 1975-ben készült róla terepjelentés.)